# ルドブレグの聖体の奇跡

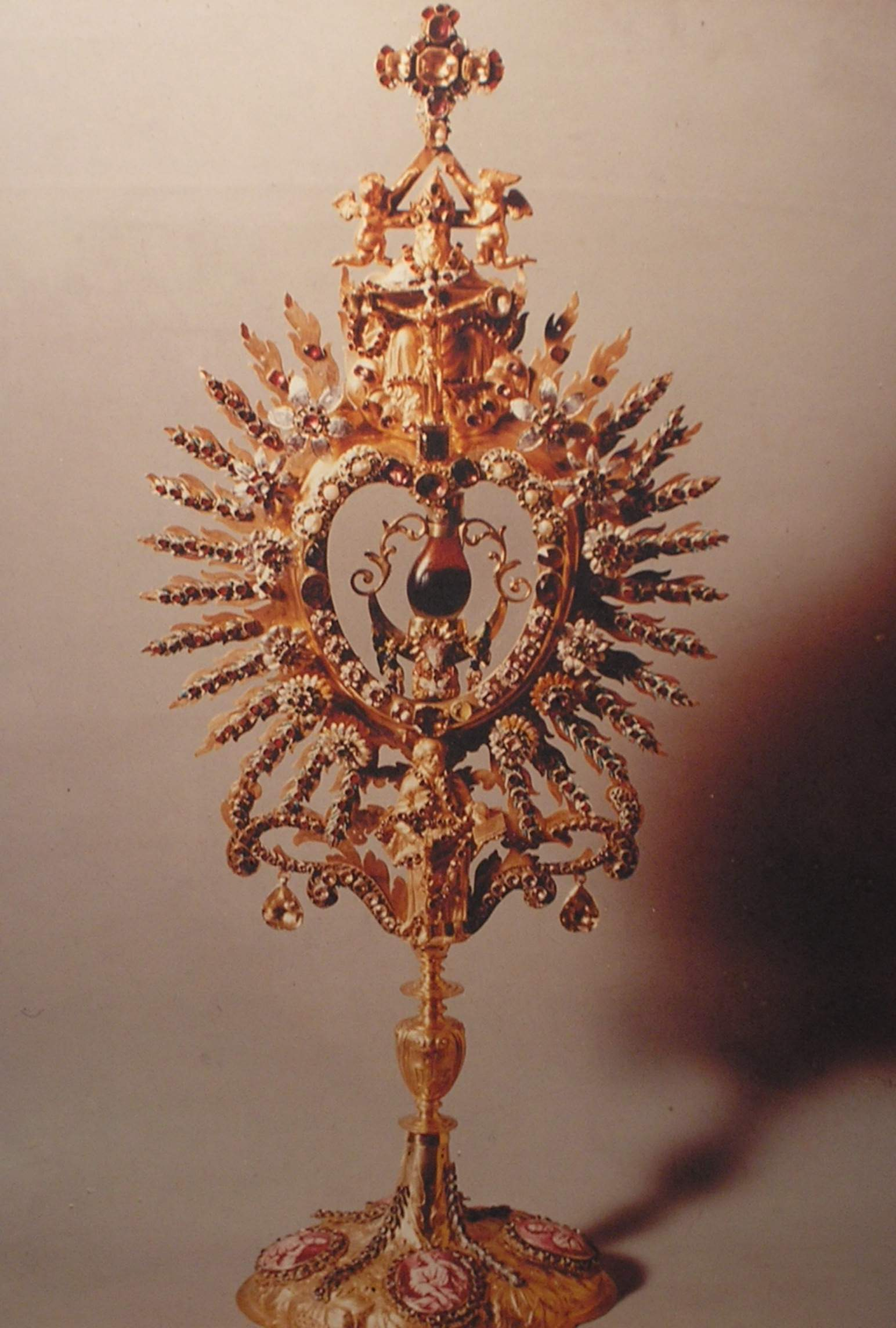
聖遺物（血）

ルドブレグの聖体の奇跡は、1411年にクロアチアのルドブレグで起こったとされる聖体の奇跡の事である。

## 概要
1411年、ルドブレグ城のバティアニー伯爵の礼拝堂でミサが行われていた。ミサを司式していた司祭は聖別されたパンと葡萄酒にイエス・キリストが実際に存在することに疑問を抱いていたが、葡萄酒は聖別された直後に血に変化した。司祭はこの遺物を祭壇の後ろの壁に埋め込み秘密にし、司祭は死去の時にこの出来事を明白にした。
ローマ教皇庁は現象に興味を持っていたので、後にローマに奇跡の遺物を持ち込み数年間安置した。1500年代には教皇ユリウス2世の下で、聖体の奇跡に関連する事実を調査するための委員会がルドブレグに設立された。1513年4月14日、教皇レオ10世は教皇勅書を発布し遺物の崇拝を承認した。

## 遺物
18世紀にクロアチア西部でペストが流行した。1739年12月15日にヴァラズディンで開催された会議は、ペストの流行が治まったならルドブレグに礼拝堂を建てることを宣言した。そして1994年に礼拝堂建設された。聖体の奇跡の聖遺物は、ルドブレグの教区教会に安置されている。ルドブレグでは毎年、奇跡を祝う行事が開催されている。